# بورات 2
بورات 2 (بالإنجليزية: Borat Subsequent Moviefilm: Delivery of Prodigious Bribe to American Regime for Make Benefit Once Glorious Nation of Kazakhstan)‏ هو فيلم كوميدي وثائقي هزلي صدر عام 2020 من تأليف وبطولة ساشا بارون كوهين في دور المراسل الكازخي بورات ساجدييف،الفيلم هو الجزء الثاني لفيلم بورات.